# 中野市中央公民館
中野市中央公民館（なかのしちゅうおうこうみんかん）は、長野県中野市が管理運営する公民館。

## 概要
生涯学習の拠点。ピアノやマイク設備を完備。講演会や集会、ミニコンサートなど幅広くご利用できる。

## 運営方針

### 目標
・地域に開かれた公民館を目指し、課題を求め・つどい・学び合い・絆を結び・文化を創造する。

### 基本方針
・特色ある文化資源の発見と再生・創造。
・教育・福祉・観光などの分野との連携。
・子どもたちの文化芸術活動や体験活動の推進と情報発信。
・人材の育成。
・公民館と分館活動の活性化。

## 主な事業
- 中野市成人式、子ども音楽講座、公民館運営審議会などの事務局、国際交流への支援、総合文化祭（芸能祭・文化展）、市民書道展、公民館報「文化なかの」の発行、優良公民館視察研修、子ども教室の実施など[2]。
- 分館との連絡調整[2]。
- 市民のニーズに応えられる講座や学級の開設[2]。

## 設備
- 電気　一般照明、 電話設備、 館内放送、 講堂専用放送設備、 火災報知設備、 防火戸自動閉鎖設備[3]。
- 給排水　給水給湯設備（上水道 都市ガス、 瞬間湯沸器）、 衛生設備（下水道）、 消火設備（埋込型消火栓４ヶ所）[3]。
- 空調　冷暖房設備（都市ガス）、 換気設備（換気扇）[3]。
- その他エレベーター設備（車イス対応）、 舞台設備（どん帳、 バック幕、 演台）[3]。

## アクセス
・上信越自動車道信州中野ICから車で約20分。
・長野電鉄信州中野駅から徒歩で約５分。

## 分館
・北部公民館
・西部公民館
・豊田公民館